# Señorita (bài hát của Shawn Mendes và Camila Cabello)
"Señorita" là bài hát được ca sĩ người Canada Shawn Mendes và ca sĩ người Mỹ gốc Cuba Camila Cabello sáng tác. Ca khúc được phát hành vào ngày 21 tháng 6 năm 2019 dưới dạng đĩa đơn hãng thu âm Island Records. Lời và nhạc được Mendes, Cabello, Charli XCX, Ali Tamposi, Jack Patterson trong nhóm Clean Bandit sáng tác và biên tập, Andrew Watt, Benny Blanco và Cashmere Cat sản xuất.
Bài hát đánh dấu sự tái hợp tác giữa Mendes và Cabello, sau bài hát "I know What You Did Last Summer" trong Handwritten (2015), album đầu tay của Mendes. "Señorita" đứng đầu các bảng xếp hạng tại Áo, Bulgari, Cộng hòa Séc, Đan Mạch, Phần Lan, Đức, Hy Lạp, Hungary, Ireland, Malaysia, Hà Lan, New Zealand, Na Uy, Bồ Đào Nha, Singapore, Slovakia, Thụy Điển, Thụy Sĩ, Vương quốc Anh, Hoa Kỳ và đạt vị trí thứ hai tại Úc, Canada, Estonia.

## Truyền thông
Cả Mendes và Cabello đều nửa úp nửa mở ý định hợp tác với nhau từ tháng 12 năm 2018. Họ bắt đầu viết những dòng bông đùa về dự án âm nhạc này trên phương tiện truyền thông vào tháng 6 năm 2019. Mỗi lần chia sẻ, họ đều chèn một đoạn video giới thiệu dài 20 giây. Họ đăng những lời trêu chọc nhau trong quá trình sản xuất video âm nhạc của bài hát lên tài khoản mạng xã hội vào ngày 19 tháng 6 năm 2019.

## Sáng tác
Señorita là một bài hát theo dòng nhạc Latin, giọng La thứ, nhịp độ 117 nhịp/phút.

## Video âm nhạc
Video chính thức của bài hát đã được công chiếu trên YouTube vào ngày 21 tháng 6 năm 2019. Video do Dave Meyers đạo diễn. Video được quay tại Los Angeles, với các cảnh quay trong khách sạn, quán ăn, cảnh hai ca sĩ phóng xe máy và nhảy múa lúc tiệc tùng.

## Theo dõi danh sách
- Đĩa đơn vinyl và CD 7 inch [11][12][13]

1. "Señorita" – 3:10

- Phát hành trực tuyến, tải kỹ thuật số [14]

1. "Señorita" – 3:10

## Danh sách những người tham gia thực hiện video âm nhạc
Danh sách những người tham gia thực hiện video âm nhạc lấy từ dịch vụ nghe nhạc trực tuyến trả phí Tidal.
- Shawn Mendes – hát, soạn nhạc, chơi guitar
- Camila Cabello – hát, soạn nhạc
- Andrew Watt – hát đệm, soạn nhạc, sản xuất, thảo chương viên, bass, chơi guitar
- Benny Blanco – soạn nhạc, sản xuất, thảo chương viên, chơi keyboards
- Cashmere Cat – soạn nhạc, sản xuất, thảo chương viên, chơi keyboards
- Ali Tamposi – soạn nhạc
- Jack Patterson – soạn nhạc
- Charli XCX – soạn nhạc
- Paul Lamalfa – engineer, studio cá nhân
- Zubin Thakkar – vocal engineer, studio cá nhân
- Serban Ghenea – mixer, studio cá nhân
- John Hanes – mix engineer, studio cá nhân

## Bảng xếp hạng
| Bảng xếp hạng (2019)                            | Vị trí |
| ----------------------------------------------- | ------ |
| Argentina (Argentina Hot 100)                   | 19     |
| Argentina Airplay (Monitor Latino)              | 8      |
| Australia (ARIA)                                | 2      |
| Áo (Ö3 Austria Top 40)                          | 1      |
| Bỉ (Ultratop 50 Flanders)                       | 3      |
| Bỉ (Ultratop 50 Wallonia)                       | 22     |
| Bulgaria (PROPHON)                              | 1      |
| Bolivia (Monitor Latino)                        | 5      |
| Canada (Canadian Hot 100)                       | 2      |
| Canada AC (Billboard)                           | 43     |
| Canada CHR/Top 40 (Billboard)                   | 22     |
| Canada Hot AC (Billboard)                       | 27     |
| Chile (Monitor Latino)                          | 16     |
| China Airplay/FL (Billboard)                    | 1      |
| Croatia (HRT)                                   | 7      |
| Colombia (National-Report)                      | 38     |
| Cộng hòa Séc (Singles Digitál Top 100)          | 1      |
| Denmark (Tracklisten)                           | 1      |
| Estonia (Eesti Ekspress)                        | 2      |
| Phần Lan (Suomen virallinen lista)              | 1      |
| France (SNEP)                                   | 15     |
| Trường songid là BẮT BUỘC CHO BẢNG XẾP HẠNG ĐỨC | 1      |
| Greece (IFPI)                                   | 1      |
| Hungary (Single Top 40)                         | 1      |
| Hungary (Stream Top 40)                         | 1      |
| Iceland (Tonlist)                               | 9      |
| Ireland (IRMA)                                  | 1      |
| Italy (FIMI)                                    | 7      |
| Japan (Japan Hot 100)                           | 38     |
| Malaysia (RIM)                                  | 1      |
| Hà Lan (Dutch Top 40)                           | 1      |
| Hà Lan (Single Top 100)                         | 1      |
| New Zealand (Recorded Music NZ)                 | 1      |
| Nicaragua (Monitor Latino)                      | 14     |
| Norway (VG-lista)                               | 1      |
| Panama (Monitor Latino)                         | 10     |
| Bồ Đào Nha (AFP)                                | 1      |
| Romania (Airplay 100)                           | 12     |
| Scotland (OCC)                                  | 1      |
| Singapore (RIAS)                                | 1      |
| Slovakia (Singles Digitál Top 100)              | 1      |
| South Korea (Gaon)                              | 108    |
| Spain (PROMUSICAE)                              | 4      |
| Sweden (Sverigetopplistan)                      | 1      |
| Thụy Sĩ (Schweizer Hitparade)                   | 1      |
| Anh Quốc (OCC)                                  | 1      |
| Hoa Kỳ Billboard Hot 100                        | 2      |
| Hoa Kỳ Adult Pop Airplay (Billboard)            | 21     |
| Hoa Kỳ Pop Airplay (Billboard)                  | 16     |
| US <i id="mwAVY">Rolling Stone</i> 100          | 2      |

## Lịch sử phát hành
| Khu vực | Ngày                     | Định dạng                  | Hãng thu âm     | Chú thích |
| ------- | ------------------------ | -------------------------- | --------------- | --------- |
| Khác    | Ngày 21 tháng 6 năm 2019 | Digital download streaming | Island          | [ 2 ]     |
| Hoa Kỳ  | Ngày 25 tháng 6 năm 2019 | Contemporary hit radio     | Island Republic | [ 64 ]    |